# Appiano (famiglia)

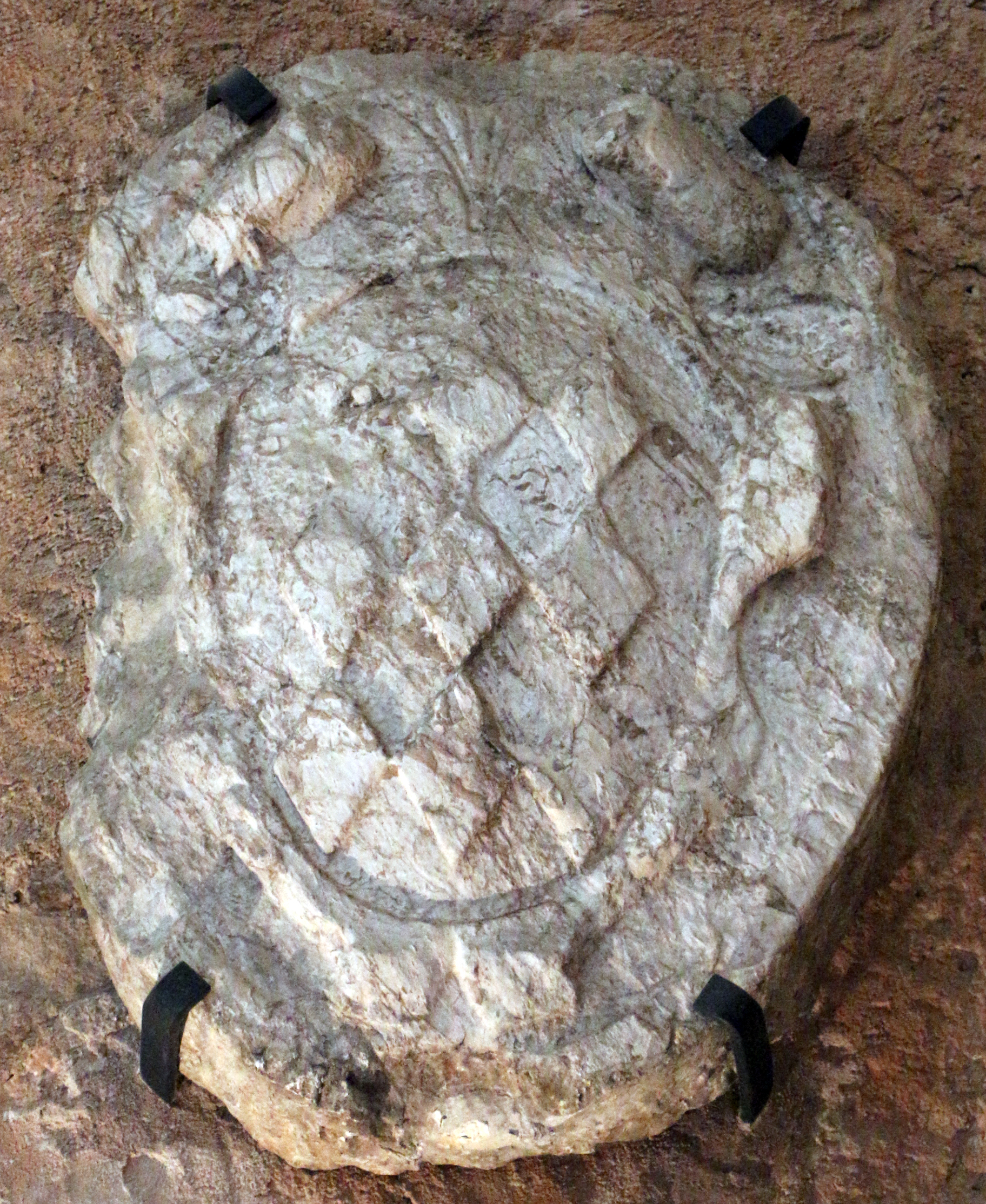
Stemma della famiglia Appiano presso il castello di Piombino

Gli Appiano (o d'Appiano o Appiani) furono una famiglia patrizia di Pisa, poi Signori di Pisa, originaria di un borgo della Valdera ormai scomparso, che regnò su Piombino e i territori ad esso connessi dal 1399 al 1628, prima come Signori e poi come Principi.
Furono, brevemente dal 1392 al 1399, anche Signori della Repubblica di Pisa e proprio dalla sua vendita ai Visconti poterono ricavare e fondare la Signoria di Piombino, poi innalzata a Principato.

## Origini della famiglia

Variante dello stemma utilizzata da Jacopo III e dai suoi successori in quanto discendenti di Alfonso I di Napoli

La famiglia Appiani era una casata nobile originaria della val d'Era (Valdera), forse di un tal paese denominato Al Piano, Appiano val d'Era, da cui con ogni probabilità il loro cognome, insediatasi in Pisa alla fine del XIII secolo con il loro capostipite, a noi noto, Guarnito d'Appiano, notaio vissuto all'incirca tra il 1200 ed il 1255. Originariamente ricchi mercanti, divennero nobili a Pisa per i servigi notarili presso i reggenti della repubblica marinara: il figlio di Guarnito, Jacopo (ca. 1230-1290), fu notaio collegiato a Pisa; il nipote Benvenuto, notaio, divenne Capitano della Corporazione dei Notai pisani nel 1303, e morì verso il 1330; il pronipote Vanni, notaio, divenne Anziano di Pisa nel 1328, Cancelliere del Senato di Lucca nel 1347 e morì decapitato a Pisa il 28 maggio 1355.
Figlio di Vanni fu Jacopo (1322 circa - 5 settembre 1398) che, a seguito di una vita di sempre maggiore impegno nella vita del comune pisano, riuscì a diventare Cancelliere della Repubblica di Pisa e capo della fazione dei Raspanti insieme alla consorteria della Gherardesca: nel 1392, avendo bramosie di potere ed aspirando alle massime cariche dello Stato, organizzò con altri complici una congiura ai danni del signore di Pisa Pietro Gambacorti, uccidendolo, e avvelenò i suoi due figli, capi della fazione dei Bergolini, insieme alla consorteria dei Lanfranchi. Si proclamò così capitano del popolo il 25 ottobre 1392 e rimase per quasi un decennio alla signoria di Pisa.
Per giustificarsi e avere la benevolenza dei cittadini motivò tal gesto estremo affermando che il Gambacorti l'aveva pubblicamente offeso apostrofandolo “asino”; benché si trattasse di una mera menzogna ebbe la benevolenza di politici e cittadini. Nel suo stemma, a monito e conferma dell'avvenuto, (tal usanza protrarrà anche nell'armi ed effigi del figlio Gherardo, a Piombino) fece introdurre un asino in posizione seduta su uno scudo col motto: “asino sono ma con il mio sapere, gli altri stan ritti mentre io sto a sedere”.

## Appiano di Piombino

Bandiera della Signoria di Piombino

Alla morte di Jacopo, il 5 settembre 1398, gli succedette il figlio secondogenito Gherardo Leonardo (Pisa, 1370 circa - Piombino, maggio 1405) che però, riscontrate le enormi difficoltà economiche e politiche in cui versava l'ormai decadente ex repubblica marinara decise nel 1399 di cedere alle insistenze del Duca di Milano, Gian Galeazzo Visconti, vendendo città e contado per la cifra di 200 000 fiorini, ma tenendo per sé e la sua corte la parte meridionale ed insulare della Signoria (Piombino, Suvereto, Buriano, Scarlino, Vignale, Populonia, l'Elba, Pianosa e l'Isola di Montecristo) andando così a formare un nuovo Stato, la Signoria di Piombino. Il Visconti, sebbene non di buon grado, avrebbe infatti desiderato l'intero Stato con le ricche miniere elbane ed il fondamentale snodo strategico-portuale di Piombino, ma consapevole che l'offerta non era negoziabile, spinto dalle sue mire espansionistiche, accettò. Gherardo pose così fine alla secolare indipendenza della Repubblica di Pisa, portando alla soppressione la sua Signoria e alla conclusione definitiva della ex repubblica marinara.
Morto Gherardo (maggio 1405), gli succedette il figlio Jacopo II nato nel 1400 circa: durante la minore età fu posto sotto la reggenza della madre Paola Colonna, che alla sua morte senza prole nel 1441, riassunse il potere scontrandosi con il cognato Emanuele Appiano. Questi assoldò il condottiero di ventura Baldaccio d'Anghiari per attaccare Piombino e chiese l'aiuto dei Fiorentini, con cui Jacopo II aveva troncato l'alleanza per passare con i Senesi ed i Visconti. Dopo la morte di Paola nel 1445 il potere passò a Caterina, sorella di Jacopo II: di fatto le leve del comando erano delle mani di suo marito, nominato co-signore, il condottiero Rinaldo Orsini. Morto questi di peste nel 1450 e l'anno dopo la moglie, Emanuele venne eletto dai piombinesi signore dello stato.
Emanuele d'Appiano, creato nel 1441 Conte Palatino del Sacro Romano Impero, si avvicinò politicamente alla Spagna, sposandosi, in Troia, nel 1445 con Colia de' Giudici, figlia naturale di Alfonso V d'Aragona e nel 1465 fu' aggregato alla famiglia D'Aragona da Ferrante d'Aragona, Re di Napoli (fratellastro di Colia), aggiungendo al cognome d'Appiano quello d'Aragona. Egli convinse il proprio figlio Jacopo III d'Appiano d'Aragona (figlio di Emanuele e di Colia), a proteggere per quanto poco poteva in uno stato così piccolo gli artisti locali, egli sposò in Genova, nel 1454 Battistina Fregoso, figlia del Doge genovese Battista Fregoso. Nel 1474 divenne signore Jacopo IV d'Appiano d'Aragona che sposò nel 1476 Vittoria, figlia di Antonio Todeschini Piccolomini 1º Duca di Amalfi e di donna Maria d'Aragona (1460 - 1518),figlia di don Ferrante d'Aragona, Re di Napoli (fratellastro di Colia) e nel 1509 ottenne dall'Imperatore Massimiliano I d'Asburgo il titolo di Principe del Sacro Romano Impero (suo figlio Don Gerolamo d'Appiano d'Aragona, ebbe, tra l'altro, una figlia femmina, in Piacenza, Donna Flavia d'Aragona d'Appiano, moglie di Antonio Maria I Terzi, Conte di Sissa, da cui discendono i Conti Marazzani Visconti Terzi di Piacenza).

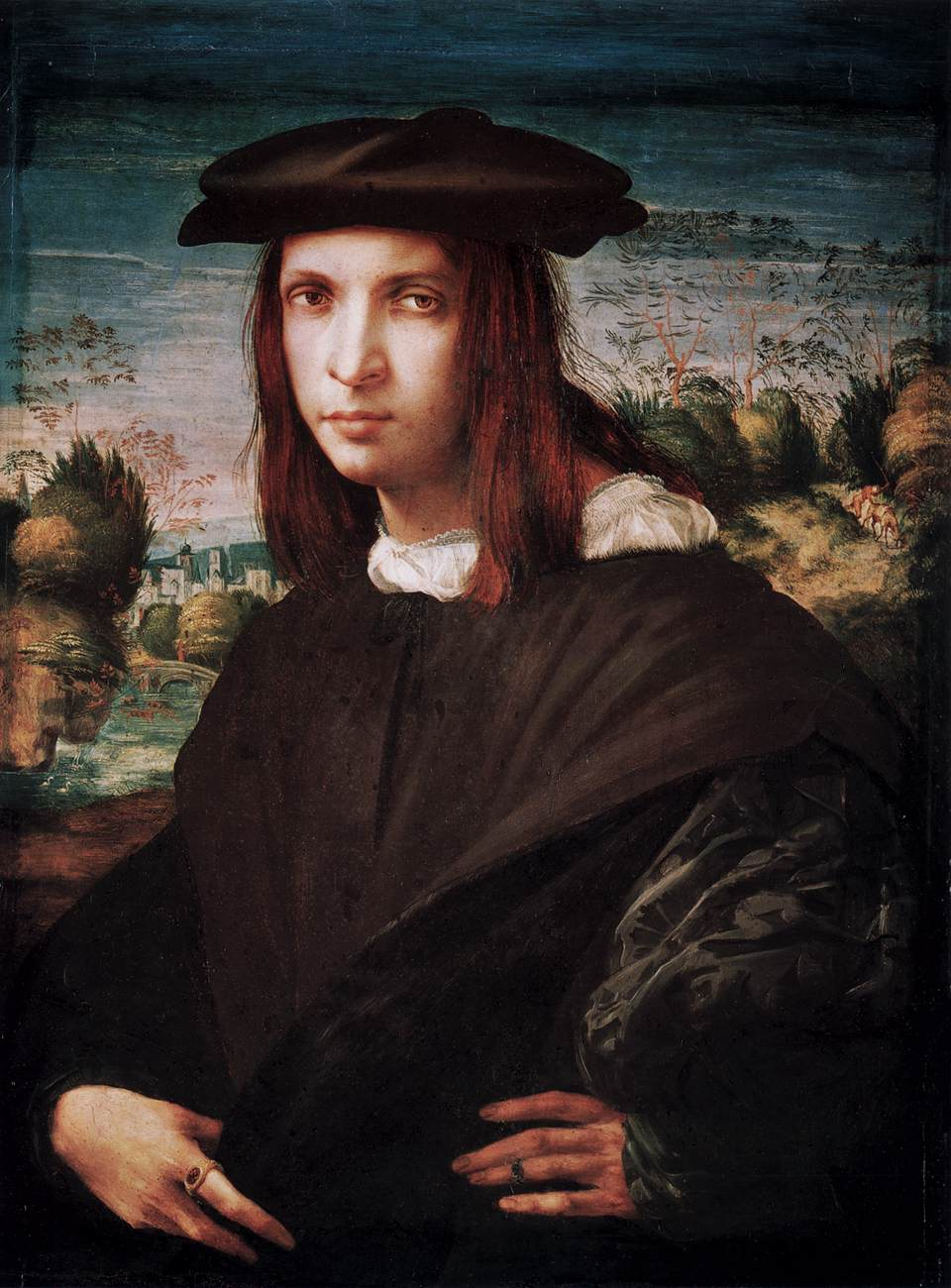
Ritratto di giovane uomo, probabile ritratto del Principe Jacopo IV, opera di Rosso Fiorentino

Suo figlio Jacopo V si impegnò in un'attiva politica matrimoniale, favorito anche dalla breve vita delle sue mogli: sposò prima, come gli avi, una nipote di Ferdinando il Cattolico, da poco sovrano di Napoli, Marianna, poi in successione tre nipoti di Papa Leone X: rispettivamente le sorelle Emilia e Clarice Ridolfi, figlie di Contessina de' Medici, e infine Elena Salviati, figlia di Lucrezia de' Medici, da cui ebbe finalmente discendenza: grazie a queste parentele con il granduca Cosimo I poté affidare a lui l'onere della difesa dello stato dai pirati barbareschi.
Suo figlio Jacopo VI nel 1548 fu scacciato da Piombino poiché l'imperatore Carlo V aveva ceduto il principato a Cosimo I, insoddisfatto di come l'Appiano difendeva le sue coste dai pirati. La situazione tornò allo status quo, eccezion fatta per la perdita dei diritti su Cosmopoli, nel 1559, con il beneplacito imperiale. Nel 1562 si scatenò contro di lui una rivolta popolare, che lo portò ad abbandonare lo stato per andare a militare nella flotta toscana, lasciando come governatore in loco il figlio illegittimo Alessandro, che riuscì a far legittimare dall'Imperatore perché gli potesse succedere. In seguito ad una rivolta, favorita anche dal presidio spagnolo di Piombino, venne ucciso nel 1589, dopo solo quattro anni di regno.
Gli succedette il figlio Jacopo VII, prima sotto la reggenza della madre Isabella di Mendoza, che ottenne nel 1594 dall'imperatore Rodolfo II l'elevazione del feudo in Principato dell'Impero. Con Jacopo VII la casata degli Appiano si estinse in linea maschile primogenita nel 1603; nello stesso anno divenne principe per un brevissimo periodo un cugino, Carlo Appiano.
In seguito fu la sorella di Cosimo, Isabella Appiano, a reggere il principato fino al 1628, prima con il marito e zio Giorgio de Mendoza (morto nel 1618) e poi con il secondo marito Paolo Giordano II Orsini, sposato nel 1621. Nel 1628 Isabella fu spodestata, i cugini (discendenti di Carlo I Appiano) non furono ritenuti atti a succederle e il principato di Piombino e dell'Elba (mutilati di Portolongone) fu concesso il 24 marzo 1634 dall'imperatore Ferdinando II a Niccolò Ludovisi, sposato con Polissena de Mendoza, figlia di Isabella.

## Altri rami familiari

### Appiano di Populonia
Sestogenito di Jacopo III fu Belisario (circa 1465 - 1515), dal 1474 Signore di Valle e Montioni: sposatosi con Aurelia Sforza, figlia di Guido Sforza conte di Santa Fiora, e Francesca Farnese, fu padre di Camillo, generale della Repubblica di Siena ucciso dai suoi soldati nel 1529 e di Ferrante (1492 - 1515). Questi divenne signore di Valle e Montioni nel 1515 alla morte del padre e si arricchì moltissimo grazie allo sfruttamento delle miniere di allume, fino a poter comprare dal duca Alessandro de' Medici il titolo di marchese nel 1534; risiedeva spesso a Populonia e per questo compare in alcuni testi come Signore di detta città.
Sposatosi con una Orsini, fu padre di svariati figli: il maschio primogenito, Sforza (1526 - 1581) sposatosi con Camilla Gonzaga, figlia di Carlo (1523-1555), signore di Gazzuolo, fu padre di Carlo I, il più prossimo parente maschio della linea principesca di Piombino, che per questo fu creato, seppur per un solo mese, principe nel 1603 alla morte di Jacopo VII. Poiché nessuno dei suoi nove figli ebbe prole vissuta fino all'età adulta, e ciò accadde anche ai suoi numerosi fratelli, si estinse questa linea.

### Appiano di Piacenza e del Piemonte
Il quartogenito di Jacopo IV, Gerolamo (Genova, 1489 - Piombino, 1521) detto il "Signore dell'Elba", fu ascritto al Patriziato di Piacenza nel 1537, e si sposò prima con Camilla Fregoso, di nobile famiglia genovese, poi con Caterina Torelli, figlia di Cristoforo, signore sovrano e conte di Montechiarugolo ed infine con Antonia Sforza, figlia di Alessandro Sforza, Conte di Borgonovo. Nonostante le tre mogli ebbe solo un figlio maschio e due figlie femmine, la primogenita Porzia, nata a Piacenza nel 1537, sposò Ottaviano Landi, Conte di Rivalta (senza discendenza), la secondogenita, Flavia nata a Piacenza nel 1539, sposò Antonio Maria Terzi, Conte di Sissa e Belvedere (da cui discendono, tra l'altro, i Conti Marazzani Visconti Terzi, Patrizi di Piacenza), mentre il terzogenito, Giambattista (1550 - 1603), fu creato Conte del Sacro Romano Impero, e fu patrizio di Piacenza. Fu padre di Alberico, la cui discendenza ancora esistente in linea maschile porta i titoli di marchesi di Baselica e conti del Sacro Romano Impero. Il primogenito di Gerolamo fu Giulio (1586 - 1629), consignore di Castino e Cortemiglia: la sua discendenza ottenne il titolo di conte di Castelletto Uzzone nel 1796. Suo figlio Conte Luigi Fresia Appiani di Castino (procuratore del Regno d'Italia) maritò la Contessa Benedetta Protto, dalla quale ebbe tre figli: Giulio Fresia Appiani di Castino, Giuseppe ed Eugenio. Il secondogenito Evangelista, consignore di Cocconato e Torre Bormida, fu consigliere del Duca di Savoia, presso la cui corte fece carriera: sposato a Clementina Del Carretto, ebbe discendenza che si estinse con i fratelli Francesco Tommaso, consignore di Cocconato e Torre Bormida (morto a Torino nel 1743) e Alessandro, arciprete di San Chiaffredo a Saluzzo (morto a Dogliani nel 1756).
Un discendente del ramo piemontese, Paolo Appiani di Castelletto, è stato deputato del Regno di Sardegna.

## Linea dinastica

### Signori di Pisa
- 1392 - 1398: Jacopo I Appiano
- 1398 - 1399: Gherardo Leonardo d'Appiano

### Signori di Piombino
- 1399 - 1404: Gherardo
- 1404 - 1441: Jacopo II
- 1441 - 1445: Paola Colonna
- 1445 - 1451: Caterina I (con il marito Rinaldo Orsini)
- 1451 - 1457: Emanuele I
- 1457 - 1474: Jacopo III
- 1474 - 1511: Jacopo IV
- 1511 - 1545: Jacopo V
- 1545 - 1585: Jacopo VI
- 1585 - 1589: Alessandro I

### Principi di Piombino
- 1589 - 1603: Jacopo VII
- 1603 - 1603: Carlo I
- 1611 - 1628: Isabella